# یلیزاوتا کوژوینیکووا
یلیزاوتا کوژوینیکووا (روسی: Елизаве́та Алекса́ндровна Коже́вникова؛ زادهٔ ۲۷ دسامبر ۱۹۷۳) ورزشکار اسکی نمایشی اهل اتحاد جماهیر شوروی سوسیالیستی است.
وی در مسابقات کشوری و بین‌المللی در مجموع برندهٔ ۱ مدال نقره، ۱ مدال برنز شده‌است.